# Eszperantó kultúra
Eszperantó kultúrának nevezzük az eszperantó nyelvközösség kultúráját. Ennek a tervezett nyelvnek a beszélői több mint 100 év alatt létrehozták saját kultúrájukat. Ellentétben más mesterséges nyelvekkel (mint például az ido, occidental és interlingua) az eszperantó kezdettől fogva irodalmi nyelv volt.
Az eszperantisták által kialakított kultúrára óhatatlanul hatottak a különböző kultúrák, de vannak azoktól független elemei is. Például a gufujo azt a helyiséget jelenti, ahol az eszperantó kongresszusokon teát szolgálnak fel.

## Kultúraköziség
Az eszperantisták szívesen beszélnek meg egymással olyan témákat, amelyek kényesnek számítanak a saját otthoni közegükben, így nyíltabban beszélnek politikáról, vallásról, rasszizmusról. Az eszperantó kultúra azonban inkább egymás tiszteletéről, az önképzésről és az olvasásról szól. Saját nemzettársaikhoz képest inkább ellenzik a globalizációt, védik a különböző kultúrákat, különösen a nyelveket, mivel ezek azok az elemek, amelyek egyedivé tesznek.
Többségük ellenzi, hogy az aktuális világnyelvet kötelezővé tegyék az iskolákban, amire példa Izland és Svédország, ahol első osztálytól az egyetemig kötelező az angol. Véleményük az, hogy ha kötelezővé akarnak tenni egy világnyelvet, akkor az legyen az eszperantó, ami sokkal könnyebb, mint a nemzeti nyelvek. Mivel egy átlagos képességű gyerek egy-két év alatt megtanulja, ezért kevésbé becsülnék le a saját anyanyelvüket egy másik, hasznosabb nyelvvel szemben.
Vannak eszperantisták, akik inkább lemondanak arról, hogy a nyelv világnyelv legyen. Ehelyett az a céljuk, hogy az eszperantó kultúrát saját jogon műveljék, gyarapítsák. Őket a Raŭmisto (raŭmista) névvel illetik. A név egy finn város nevéből ered, és a raumista kiáltvány (Manifesto de Raŭmo, 1980) fogalmazta meg először. Ez kritizálta azt a célt, hogy a nyelvet világnyelvvé tegyék, mivel az jelenleg elérhetetlen, és csak a távoli jövőben érhető el.
A közösségben vannak ismert személyek, könyvek, webhelyek, városok, amelyek fontosak az eszperantóhoz kapcsolódó eseményeknél.

## Zene

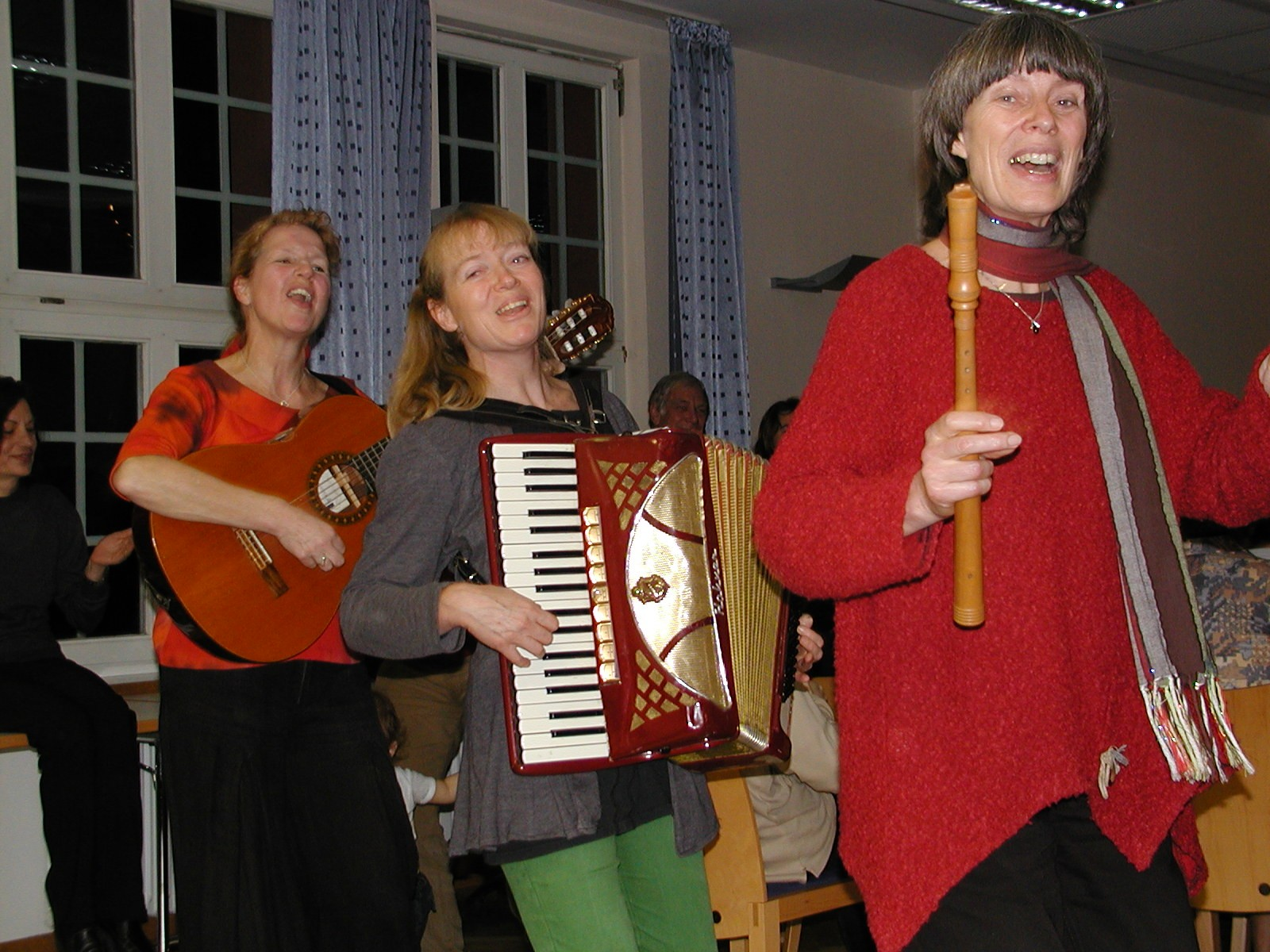
A négy tagú holland Kajto együttes fríz népdalokat, tengerésznótákat és kánonokat ad elő

Az eszperantó nyelvű zene magában foglalja a népzenét, a popot, a rockot, a kabarét, a szóló- és kórusműveket, valamint operákat is. Népszerű zeneszerzők és zenészek, mint Elvis Costello és Michael Jackson eszperantó zenekari műveket komponáltak vagy részt vettek előadásukban. A nyelv inspirálta őket, vagy csak propagandacélokra használták. A Warner Brothers Esperanto című albuma Spanyolországban jelent meg 1996 novemberében, és a kizárólag eszperantó nyelvű album jó eredményeket ért el a spanyol versenyeken. Az eszperantó szövegű klasszikus zenekari és kórusművek közé tartozik az amerikai Lou Harrisontól a La Koro Sutro, és a szintén amerikai David Gaines Simfonio n-ro 1 Esperanto-ja. Franciaországban Tuluzban a Vinilkosmo kiadó eszperantó zenére specializálta magát. Interneten is megtalálhatók, többek között az eszperantó karaoke weboldalakon.
Az Interneten is megtalálható, vagy hallgatható eszperantó zene. Egy korábbi hely a musicexpress.com.br volt, de a Spotify, a Deezer, a last.fm (játszik is), a publika kantaro és a Kantaro-Vikio nyújt zenedarabokat. 

## Színház és mozi
Több ismert drámaíró, így Goldoni, Ionesco, Shakespeare és Ayckbourn darabjai is elérhetők eszperantóul. Shakespeare több drámája is le van fordítva; 2001 decemberében helyi színészek Hanoiban előadfták a Reĝo Lear-t (Lear király).
Az eszperantó ennél jóval ritkábban jelenik meg a filmekben. Chaplin A diktátor című filmjében eszperantó feliratok jelennek meg. Az Idiot's Delight és a japán Jan Arima no shūgeki eszperantó nyelvű párbeszédeket tartalmaz. Csak nagyon kevés film készült eszperantóul. Közéjük tartozik William Shatner főszereplésével az Inkubo, ami az eszperantó kultúra kultuszfilmje. Újabban egyre több amatőr filmprojekt és társaság jelenik meg, és rövid, jellemzően negyedórás filmeket alkotnak. A brazil Imagu Filmoj hosszabb filmeket is forgatott. 2006-ban az Egyesült Királyságban és Olaszországban kezdték vetíteni a Gerda Malaperis-t. A következő évben a La Patro jelent meg, de további filmeket is forgattak.

## Időszaki kiadványok
Több, mint száz újság és magazin jelenik meg rendszeresen eszperantóul. Ide tartozik a Monato havilap, a Beletra Almanako irodalmi lap, a TEJO (Tutmonda Esperantista Junulara Organizo - Eszperantó Ifjúsági Világszervezet) hivatalos Kontakto lapja, vagy az UEA (Universala Esperanto-Asocio - Eszperantó Világszövetség) esperanto című magazinja. Az Eventoj egy elektronikusan is elérhető ingyenes kétheti kiadvány. Az előfizetők az interneten számos más fontos kiadványt is elérhetnek, beleértve a régebbi számokat tartalmazó archívumokat. A témák felölelik az irodalmat, az egészségügyet, a tudományt, a vallást, a nevelést és oktatást, az ifjúsági témákat, és más szakterületeket. A Heroldo de Esperanto 1920-ban jelent meg először, tehát majdnem százéves. A Sociala Grupo Lexus brazil vállalat vette meg, ami 2017 januárjától felelős a lap kiadásáért.

### Újságok listája földrészenkét
Újságok listája földrészenkét

## Rádió és tévé

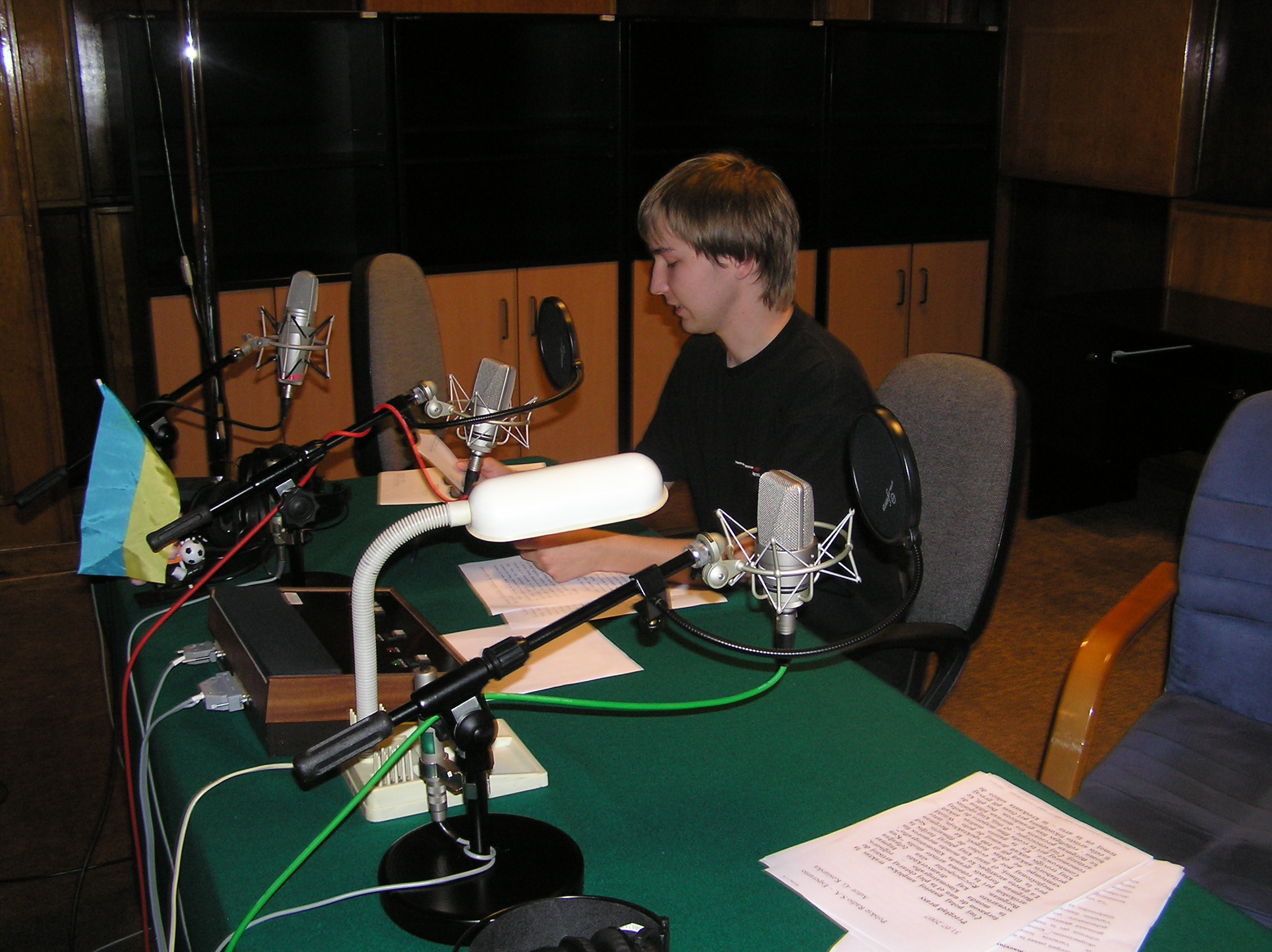
A Lengyel Rádió eszperantó szerkesztősége

Brazíliában, Kínában, Kubában, Lengyelországban, és Vatikánban vannak rádióadók, amelyek rendszeresen sugároznak eszperantóul. Egyre több az Interneten is hallgatható műsor, sok állomás főként vagy kizárólag internetes. Erre egy példa a Radio Verda, ami 1998-tól működik.

### Eszperantó rádiók és podkastingok
Eszperantó rádiók és podkastingok

#### Esperanta Retradio
Az Esperanta Retradio egymást követő podcastok, amelyeket az osztrák exportkereskedő, Anton Oberndorfer hozott létre 1998-ban a Pola Radio támogatására. Naponta egy hangfájl kerül adásba. A rádió podcastingot használ.
A Retradio elérése vagy A Retradio elérése 2

#### Muzaiko
A Muzaiko egy nemzetközi internetes rádióállomás eszperantó nyelven.

### TV
Különböző országokban futnak eszperantót oktató műsorok, például Lengyelországban a Mazi en Gondolando a Polujo 1 (TVP1 – Telewizja Polska 1) közvetítésében, ami a BBC hasonló című angoloktató sorozatának eszperantósított változata.
A régebbi, mára megszűnt adók közül a saarbrückeni televízió is sugározta a sorozatot. A 2005–2006 években a Ĝangalo eszperantó portál működtette az Internacia Televido internetes televíziót.

#### Tubaro
A Tubaro egy eszperantó webhely, amely eszperantóról szóló eszperantó nyelvű videókat tartalmaz. Egy robot dolgozik a Tubaro-n , amely összegyűjti a videókat és közzéteszi azokat. A Tubaro jelenleg csak a YouTube-ot támogatja a videók forrásaként.

## Internet
Az elektronikus hálózatok, így az Internet is a leggyorsabban növekvő közeg a nemzetközi kommunikációra. Több száz fórum létezik változatos témákkal, az eszperantó használatától a családban egészen a speciális relativitáselméletig. Az eszperantót az instant üzenetküldő szolgáltatásokban is használják, mint Telegram, IRC, Skype, ICQ, Jabber és Paltalk. Több ezer eszperantó nyelvű honlap van. Az eszperantó kalapos betűihez van billentyűkiosztás, átíró programok, helyesírás-ellenőrzők, és nyelvtani elemzők. Sok program, így a LibreOffice, a Firefox, az IrfanView, a GNOME és a KDE felületek, és Linux disztribúciók, például Ubuntu és Mandriva elérhetők eszperantó nyelven. A Google, az Ipernity, a Facebook és a Wikipédia is rendelkezik eszperantó verzióval.

## Gufujo
1995 óta az eszperantó kongresszusokon az eszperantisták rögtönzött cukrászdát rendeznek be, ahol eszperantó pénzzel (stelo) lehet fizetni az ételért és a szigorúan alkoholmentes italért. A gufujo nevezhető teázónak vagy kávézónak is, de itt lehet zenét hallgatni és olvasni is.

## Vallás
Zamenhof, a nyelv kezdeményezője egy vallást is kialakított, a homaranismót. Bár vallásnak szánta, mégis inkább világnézet maradt, ami többé-kevésbé jellemző az eszperantistákra, és aminek lényege embertársaink tisztelete.
Azonban Japánban az eszperantó és kezdeményezője köré egy valódi vallás is alakult, de a legtöbb eszperantista megtartja a maga vallását. A különböző vallások azonban felhasználják ezt a nyelvet is üzenetük közvetítésére. A nyelv semlegessége nem azt jelenti, hogy a vallás ki van zárva, hanem azt, hogy mindenki szabadon közölheti gondolatait, függetlenül attól, hogy honnan jött.

## Rendezvények

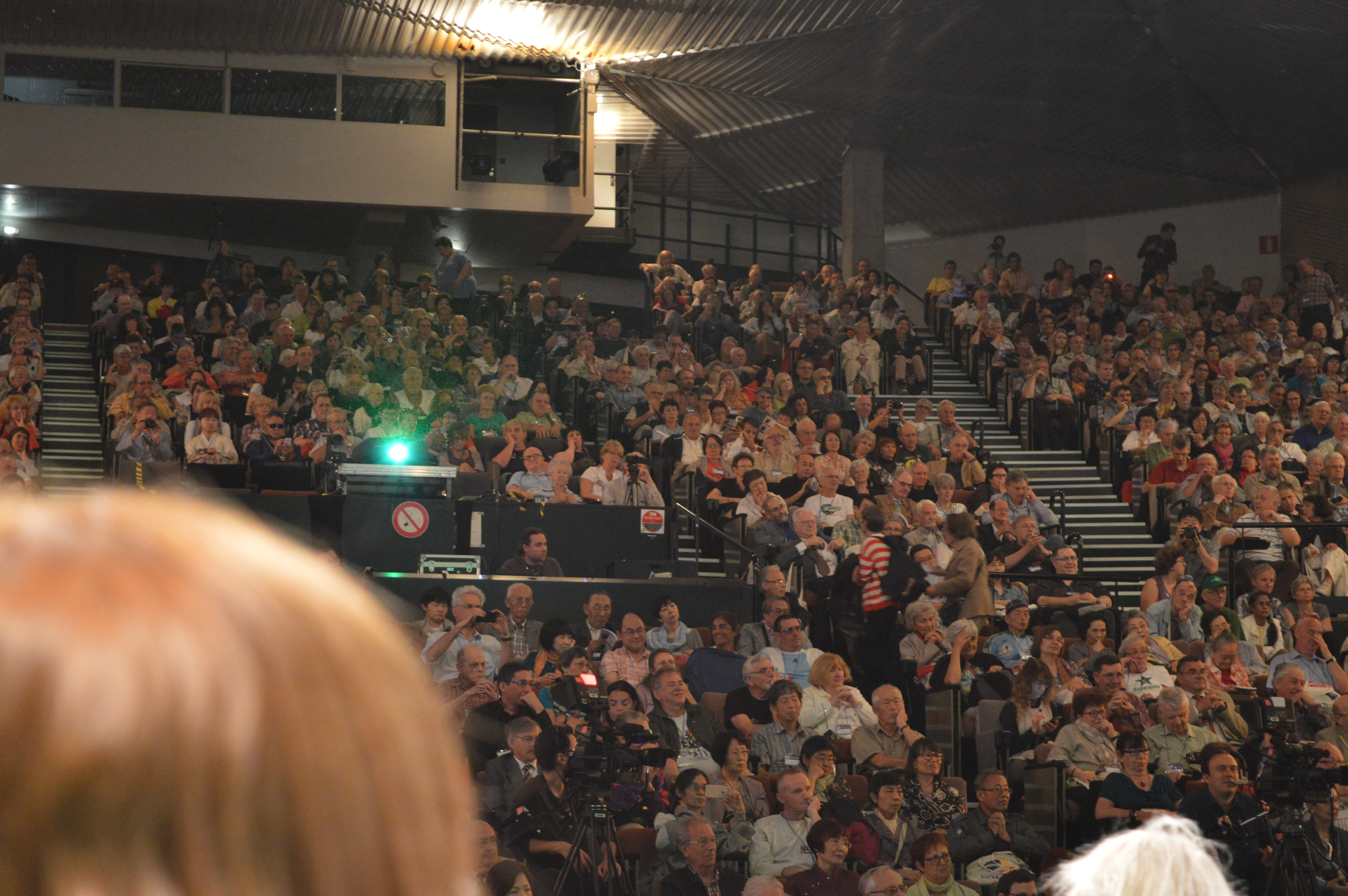
A 100. univerzális kongresszus 2015-ben

Vannak, akik rendszeresen népviseletben érkeznek a gyűlésekre, még akkor is, ha már kivetkőztek, vagy otthon nem hivatalosan be van tiltva. Ilyen ország Svédország, ahol a népviselet felöltése, ahogy bármely más nemzeti megnyilvánulás, nácizmusnak számít. A svédek az eszperantó rendezvényekre azonban felöltik a népviseletet, mert tudják, hogy ott ez nem a nacionalizmus jele.
A Eszperantó Világkongresszust évről évre másik országban rendezik meg, habár a helyszín többnyire Európában marad. A részt vevők átlagos száma 1500-3000, és a legjobban szervezett rendezvények helyszíne Közép-Európa (mint például Lengyelország, Magyarország).

## Szleng
A legismertebb eszperantó szleng szó a samideano (eszmetárs, eszperantista), ami azt jelenti, hogy eszperantóul beszélő társ. A kabei ige azt jelenti, hogy az alany elhagyja az eszperantó közösséget. A mojosa jelentése aranyos, cuki. A krokodili (krokodilkodik) azt jelenti, hogy egy eszperantista az anyanyelvén beszél egy másik eszperantistával az eszperantó nyelvű környezetben. Tágabb értelemben más nyelvekre is használják, de vannak más változatai is. Az aligatori (aligátorkodik) azt jelenti, hogy az eszperantista egy másikhoz annak anyanyelvén beszél. A kajmani (kajmánkodik) a kölcsönösen érthető nyelvek között fordulhat elő, amikor is az egyik az egyik, a másik a másik nyelven beszél. Az eszperantó rendezvényeken külön helyiség szolgál erre a célra.
A legismertebb eufemizmus a necesejo (szó szerint: szükség helye), amit a vécére használnak. A férfi nemi szerveket nevezik kaĉonak (kása), mert hasonlóan hangzik azok illetlen nevéhez (kako). Az indulatok levezetésére szolgáló kifejezéseket híres szerzők nevéből vagy könyvek címéből képzik, például ilyen a Zamenfek, ami Zamenhofra utal.
A bonantagulo jelentése: egy lusta ember, aki csak néhány egyszerű eszperantó kifejezést tanul meg, mint például a "Bonan tagon!". Az etoso jelentése: ethosz, légkör, közösség, "karma" (az eszperantó konvenció szerint stb.). A verda papo jelentése =„zöld pápa”: az, aki hosszan beszél az eszperantó eszméiről. A volapukaĵo jelentése: ostobaság.

## Konyha
Az eszperantisták különböző országokból érkeznek, így az ételek keverednek. Azokban a családokban, ahol az eszperantó a közvetítő nyelv, szintén keverik a különböző eredetű ételeket, és úgy készítik el, ahogy nem szokás. Receptkönyvek is megjelentek: a FEL (Flandra Esperanta Ligo - Flandriai Eszperantó Szövetség) által kiadott Internacie kuiri, aminek szerzője Maria Becker-Meisberge, vagy Zlata Nanić könyve, a Manĝoj el sanigaj plantoj. Egyes eszperantó időszaki kiadványok, mint például a Monato néha tartalmaz recepteket is.

## Zamenhof-nap
Zamenhof születésének évfordulója december 15. az eszperantisták egy ünnepe. A Zamenhof-nap, avagy az eszperantó könyv napja sokakat arra sarkall, hogy beszerezzenek vagy olvassanak egy eszperantó könyvet. Maga Zamenhof is ajánlotta az irodalom bővítését, mert az segíti elterjeszteni a nyelvet.
A Zamenhoftól származó La Espero (Remény) az eszperantó himnuszává vált, és a legtöbb eszperantista betéve tudja. A rendezvényeken is eléneklik. Az első évektől kezdve a nyelv hagyományainak része. Az esperanto (magazin) és az Internacia Pedagogia Revuo (IPR) tudósítanak arról, hogy hogyan ülik meg ezt a napot a világ körül.

## Fordítás
- Ez a szócikk részben vagy egészben  az   Esperanto-Kultur című német Wikipédia-szócikk fordításán alapul.  Az eredeti cikk szerkesztőit annak laptörténete sorolja fel. Ez a jelzés csupán a megfogalmazás eredetét és a szerzői jogokat jelzi, nem szolgál a cikkben szereplő információk forrásmegjelöléseként.
- Ez a szócikk részben vagy egészben  az   Esperanto-kulturo című eszperantó Wikipédia-szócikk fordításán alapul.  Az eredeti cikk szerkesztőit annak laptörténete sorolja fel. Ez a jelzés csupán a megfogalmazás eredetét és a szerzői jogokat jelzi, nem szolgál a cikkben szereplő információk forrásmegjelöléseként.